# Мисс Тверь
«Мисс Тверь» — ежегодный конкурс красоты для жительниц города Твери и Тверской области в возрасте от 15 до 25 лет. Проводится с 1995 года.
Победительницы конкурса «Мисс Тверь» неоднократно представляли Тверь на всероссийских конкурсах красоты «Мисс Россия», «Краса России» и «Русская Грация», где неоднократно занимали призовые места.
Возраст участниц должен быть от 14 до 25 лет, они не должны быть замужем и иметь детей. В состав жюри входят известные деятели культуры. Мероприятие широко освещается Тверскими СМИ.

## История конкурса
Учредителем и организатором конкурса «Мисс Тверь» является основанное в 1995 году модельное агентство «Шарм». С момента создания до 2014 года, директором конкурса являлась Даргевич Ольга Валентиновна.
С 2015 года организатором конкурса «Мисс Тверь» является Евгения Соколова.

## Победительницы конкурса
| Год  | Имя                     | Возраст | Места на конкурсах красоты | Примечания |
| ---- | ----------------------- | ------- | --- | --- |
| 1995 | Елена Янковская         |         | | Много и успешно работала на показах одежды сначала в Москве, а потом в модельных агентствах Италии и США. Лена вышла замуж за итальянца Марко Консор-ти — владельца популярной марки одежды Julien Macdonald и предприятий по её пошиву по всему миру. Сейчас девушка активно помогает мужу и хочет начать собственное дело — открыть салон красоты. Русско-итальянская семья воспитывает двух маленьких дочек. |
| 1996 | Ольга Игнатий           | 17 лет  | Впервые представила Тверь на всероссийском конкурсе « Краса России 1996», где завоевала титул второй красавицы. Также Ольга вошла в шестёрку самых обаятельных и привлекательных девушек мира на международном конкурсе «Королева клубов». | После громких побед Ольга в течение двух лет выступала на показах и конкурсах красоты в России и за границей. Она закончила МГУ, Академию внешней торговли. Из модели девушка превратилась в успешную бизнес-леди: Ольга владеет сетью торговых центров в Москве и Воронеже. Несмотря на свою занятость в бизнесе, Ольга состоялась и в семейной жизни — она счастливая мать двух сыновей и двух дочерей.       |
| 1997 | Виктория Букшина        |         | | После победы в конкурсе красоты Вика окончила факультет управления и социологии Тверского государственного университета. Сейчас Виктория работает директором салона красоты и фитнес-клуба Well Fit в Твери. К сожалению (счастью) Виктория в настоящий момент не замужем, проживает в Москве и выглядит все также хорошо.                                                                                      |
| 1998 | Анита Берхане           |         | | [ 3 ] |
| 2000 | Наташа Орлова           | 19 лет  | | После конкурса Наташа много участвовала в показах, снималась в рекламе, модных журналах, одновременно училась заочно на экономическом факультете ТвГУ и работала бухгалтером. Наталья работает в области перинатальной психологии . У неё два сына Тимур, ему 7 лет и Руслан 4 года, муж Анатолий Хитров . |
| 2001 | Екатерина Новоселова    | 20 лет  | | В 2024 году погибла при теракте в Крокус Сити Холле". |
| 2002 | Ирина Сулима            | 17 лет  | В 2003 году Ира участвовала в конкурсе «Мисс Русское радио», вошла в пятёрку финалисток, а жюри по достоинству оценило фото красавицы и присвоило ей титул «Мисс Фото».                                                                    | Студентка Торгово-экономического техникума. Ирина активно работала в модельном бизнесе, а её портфолио было высоко оценено во многих модельных агентствах. Сейчас Ирина работает на популярной радиостанции. |
| 2003 | Юлия Мощенко            |         | | [ 8 ] |
| 2004 | Ксения Виноградова      | 19 лет  | | студентка Тверского государственного университета. |
| 2005 | Виктория Щукина         |         | | В 2008 году она стала «Мисс Москва-2008» 4 декабря во Вьетнаме на конкурсе красоты «Мисс Земля 2010» вошла в число 14 самых красивых девушек нашей планеты. |
| 2006 | Дарья Россолова         | 17 лет  | | Дарья Россолова сейчас в Таиланде. В Гонконгском университете она прилежно изучает тайский язык, вуз ей платит стипендию и предоставил жилье. |
| 2007 | Екатерина Копылова      | 18 лет  | На «Красе России» из 55 участниц вошла в число 13 участниц, попавших в финал. В 2008 году участвовала в конкурсе «Краса России» и стала обладательницей титула «Первая Краса России».                                                      | Катя стала «Мисс Тверь» в 18 лет. Сейчас все силы Екатерина отдает учебе — она студентка гуманитарного факультета ТвГУ, учится на экономиста. |
| 2008 | Ольга Ораевская         |         | В 2012 году участвовала в конкурсе «Краса России» и попала в золотую десятку суперфиналисток конкурса. | [ 19 ] |
| 2009 | Наталья Гусева          |         | | По итогам голосования присужден также приз зрительских симпатий. |
| 2010 | Елена Бурнос            | 22 года | В 2010 году вошла в полуфинал конкурса «Краса России» и получила номинацию «Мисс реклама». | Елена работает в сотовой компании, окончила Российский государственный университет по специальности менеджмент организаций, а сейчас получает второе образование в ТвГУ |
| 2011 | Надежда Абакшина        |         | | В качестве главного приза «Мисс Тверь 2011» получила приглашение в Лас-Вегас на всемирный конкурс моделей, а также — на участие в конкурсах «Краса России» в Москве и «Мисс Fashion» в Пятигорске. На конкурсе «Miss Fashion Russia» была признана Первой вице-мисс. |
| 2012 | Дарья Бабушкина         | 17 лет  | | студентка Тверского госуниверситета. В июле 2013 года вышла замуж. И стала Дарья Коршун. |
| 2013 | Александра Александрова | 17 лет  | | По итогам голосования присужден также приз зрительских симпатий. Сейчас Саша студентка Тверского государственного университета факультета Прикладной математики и кибернетики. |
| 2014 | Ксения Муратова         | 18-лет  | | [ 38 ] [ 39 ] |
| 2015 | Ксения Муратова         | 19-лет  | На конкурсе «Краса России» получила титул «Мисс Совершенство» | [ 42 ] [ 41 ] |
| 2016 | Анастасия Козлова       | 18 лет  | Участвовала в Мисс Россия 2017 | [ 45 ] [ 44 ] |
| 2017 | Екатерина Синякова      | 17 лет  | | Она будет представлять Тверь на конкурсе «Мисс Россия». |
| 2018 | Татьяна Пачиско         | 20 лет  | | Татьяна учится в Тверском государственном университете. Мечтает стать известной личностью, основать свой развивающий центр для детей, оставшихся без попечения родителей. |
| 2019 | Полина Шкваркина        | 19 лет  | | [ 51 ] [ 52 ] |
| 2020 | Валерия Болонкина       | 20 лет  | | Рост 177 см. Валерия учится в ТКК им Н. А. Львова. Мечтает покорить Эверест и побывать в Disneyland. Поедет представлять Тверь и Тверскую область на конкурсе Мисс Россия 2021. |

## Международные конкурсы красоты
- Мисс интерконтиненталь
- Мисс Мира
- Мисс Земля
- Мисс Вселенная
- Мисс Интернешнл